# La Toilette de Vénus
La Toilette de Vénus ou Vénus s'apprêtant est une peinture à l'huile sur toile réalisée en 1751 par le peintre François Boucher, maître du style rococo. L'une de ses œuvres les plus connues, elle est conservée au Metropolitan Museum of Art de New York, aux États-Unis.

## Description
Vénus est assise nue sur un somptueux canapé rococo, dans un fastueux intérieur dont les tentures révèlent au fond les frondaisons d'un jardin. Trois petits putti accompagnent la déesse et l'aident à s'apprêter, un lui arrangeant les cheveux, l'autre lui passant un ruban et, en bas, le troisième levant d'un plat en argent des colliers de perles. La déesse tient dans sa main une des deux colombes, oiseau qui la symbolisait depuis l'époque minoenne.

## Contexte
L'œuvre a été commandée au peintre par sa protectrice, la marquise de Pompadour, influente amante du roi Louis XV, pour le vestibule de sa résidence de Bellevue. Il sert de pendant au Bain de Vénus, aujourd'hui conservé à la National Gallery of Art de Washington.

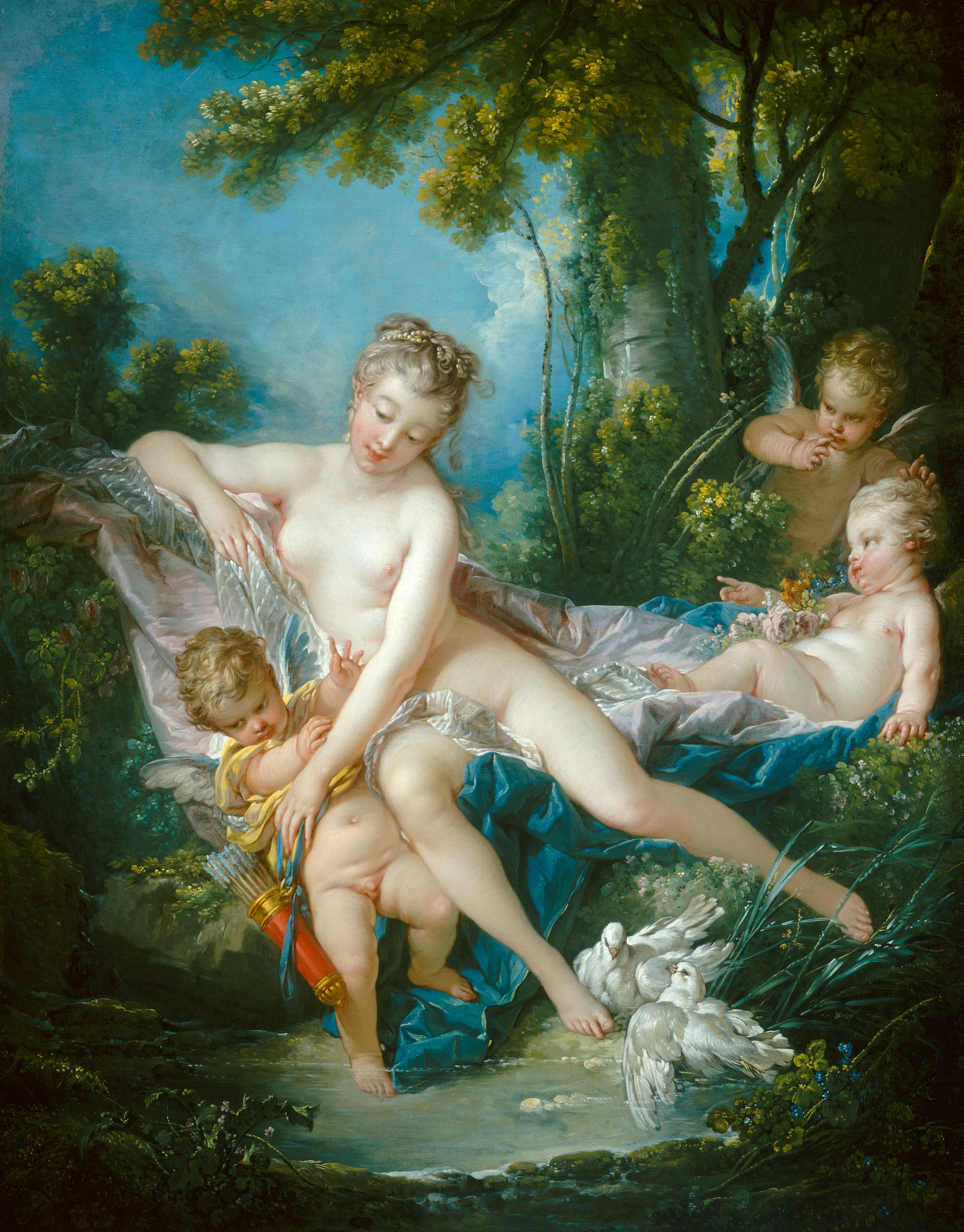
Le Bain de Vénus, 1751 – National Gallery of Art, Washington.

Avec Boucher, la fastueuse France baroque s'est convertie en une France galante rocaille. Meilleur représentant du goût de l'époque et son principal auteur, Boucher a employé son imagination et sa virtuosité dans des thèmes surtout pastoraux, bucoliques et mythologiques dédiés aux amours des dieux. Il a notamment consacré pas moins de cinquante tableaux à Vénus. Les frères Goncourt expliquent comment la luminosité et les tons clairs et doux de ses œuvres picturales étaient au service de l'exubérance décorative à la mode de l'époque.